# Sint-Jozefmolen
De Sint-Jozefmolen (Frans: Moulin de Saint-Joseph) is een molenrestant in de tot het Franse Noorderdepartement behorende plaats Caëstre.
Het is de romp van een bakstenen ronde stenen molen van het type stellingmolen, waarvan de stelling, de kap en het gevlucht is verwijderd en die ingericht is als deel van een woonhuis.